# Rhytidoponera reflexa
Rhytidoponera reflexa é uma espécie de formiga do gênero Rhytidoponera.